# グランドプリンスホテル大阪ベイ
グランドプリンスホテル大阪ベイ（グランドプリンスホテルおおさかベイ、英: Grand Prince Hotel Osaka Bay）は、大阪府大阪市住之江区南港にある高級ホテルである。
「ハイアットリージェンシー大阪」として2023年（令和5年）6月まで営業されたが、同年7月1日に株式会社西武・プリンスホテルズワールドワイドが運営する「グランドプリンスホテル大阪ベイ」となった。

## 歴史
1994年（平成6年）6月24日、大阪南港の再開発事業「テクノポート大阪」の中心である咲洲コスモスクエア地区に28階建ての高層ホテル「ハイアット リージェンシー オーサカ」として開業、2009年に名称を「ハイアット リージェンシー 大阪」に変更した。ハイアットホテルズアンドリゾーツ加盟ホテルの1つであった。
施設は大林組が建設・所有し子会社「エイチ・アール・オーサカ」が運営していたが、2014年3月に香港の不動産・ホテル運営企業ガウ・キャピタル・パートナーズ子会社のGCP Hospitality Japanへホテル事業を譲渡。ホテル物件は2016年11月に星野リゾート・リート投資法人が取得し、ホテル運営企業のGCP Hospitality Japanも星野リゾートの傘下に入り社名を「HRO」に改めた。
2022年12月16日にホテル上層階の一部（23・24・26・28階）を改装し、星野リゾート運営のホテル「星野リゾート リゾナーレ大阪」としてリニューアルオープンした。こちらはキッズ・ファミリー層をメインターゲットとしており、日本のホテルでは運営会社の異なるブランド同士が同一建物に入居する珍しいケースとなった。リゾナーレ大阪の宿泊者は本ホテルのフィットネスジムやプールが無料で利用可能となっている。
2023年7月より、提携先をハイアットホテルズアンドリゾーツから西武・プリンスホテルズワールドワイドに変更し、「グランドプリンスホテル大阪ベイ」にリブランドされた。プリンスホテルとしては日本では初めて他社のホテルのリブランドによる開業となる他、「グランドプリンスホテル」ブランドの新規開業も初となる。また、同社は2022年11月16日に宿泊主体型ビジネスホテルとして「プリンススマートイン大阪淀屋橋」を開業したが、フルサービス型シティホテルとしては大阪市初出店である。なお、リゾナーレ大阪は引き続き営業を継続する（全480室のうち64室）。

## 特徴
プレジデンシャルスイートや和室スイートなど8つのスイートルームを有する。最上階のホテル宿泊棟28階にクラブフロア宿泊者を対象とするクラブラウンジがある。またホテル内の施設として7か所のレストランと20の宴会場（大宴会場「プリンスボールルーム」、中宴会場「クリスタルボールルーム」、小宴会場「夢」「咲」「舞」など）を有する。

## 館内料飲店舗
- カフェレストラン「ザ・カフェ」 - ホテル宿泊棟1階[1]
- イタリア料理「バジリコ」 - ホテル宿泊棟地下1階（テラス席あり）[1]
- 鉄板焼き「彩＜いろどり＞」 - ホテル宿泊棟1階[1]
- 神戸ビーフ・黒毛和牛専門店 黒毛和牛ダイニング「様」
- コーヒーラウンジ「ロビーラウンジ」
- カフェレストラン「ザ・カフェ」
- 屋上ガーデン「ペルゴラ」
- プールサイドレストラン&バー「ペルゴラ」（期間限定営業）

※最上階にあった天空（中国料理）は2014年3月に閉店。同じくベイラウンジ（スカイラウンジ）は2018年5月に閉店した。

## ギャラリー

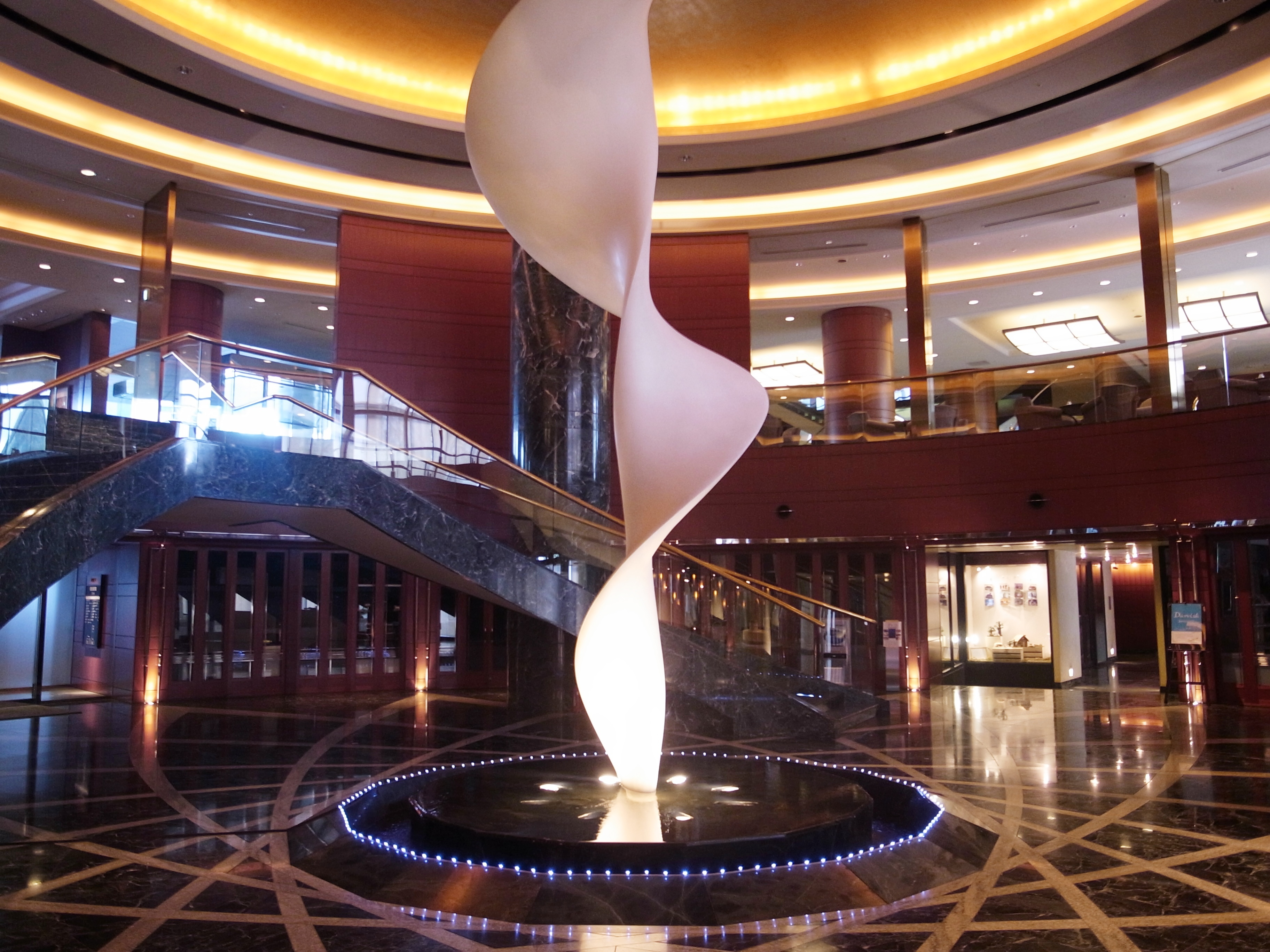
ロビー
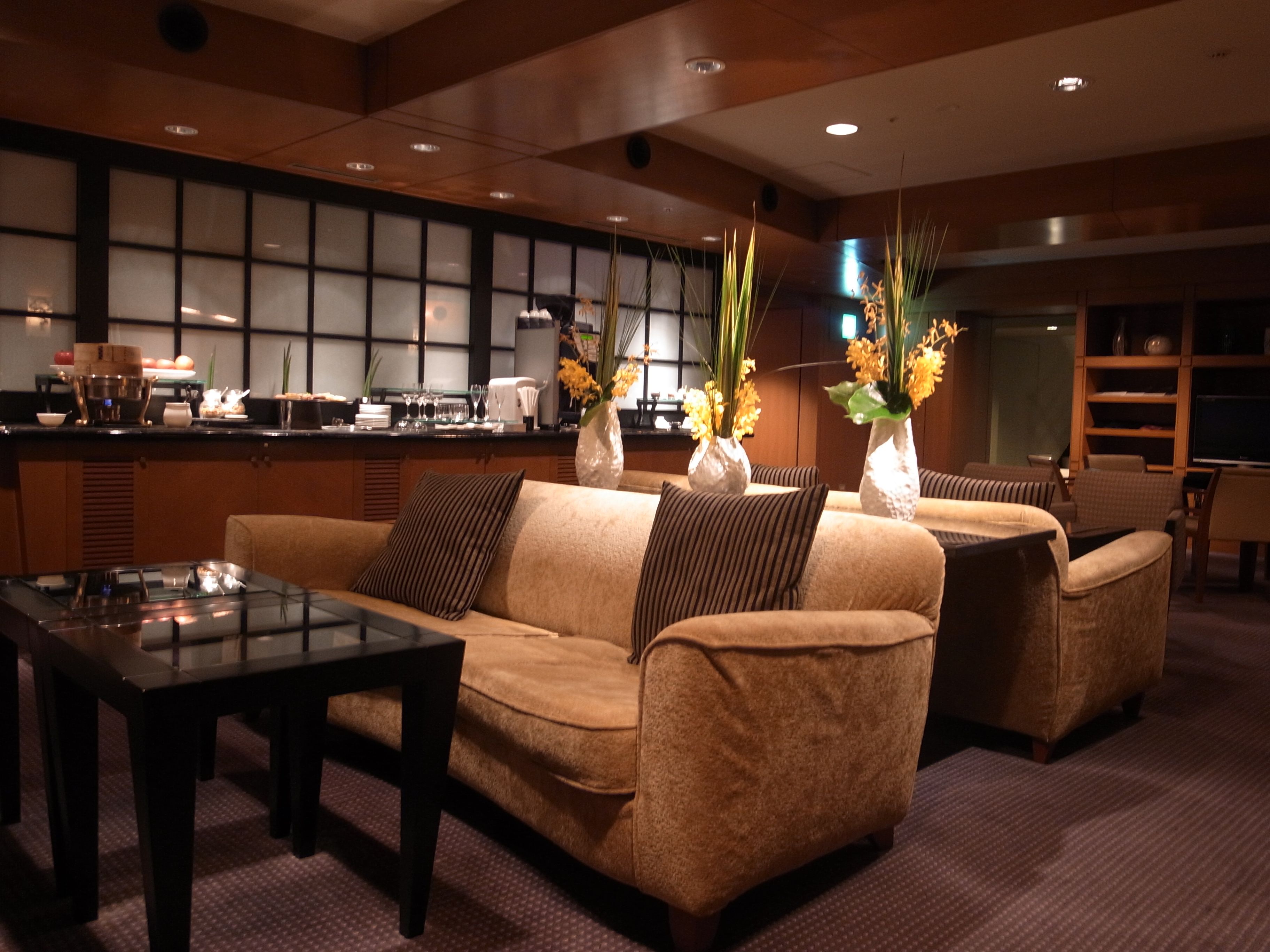
クラブラウンジ
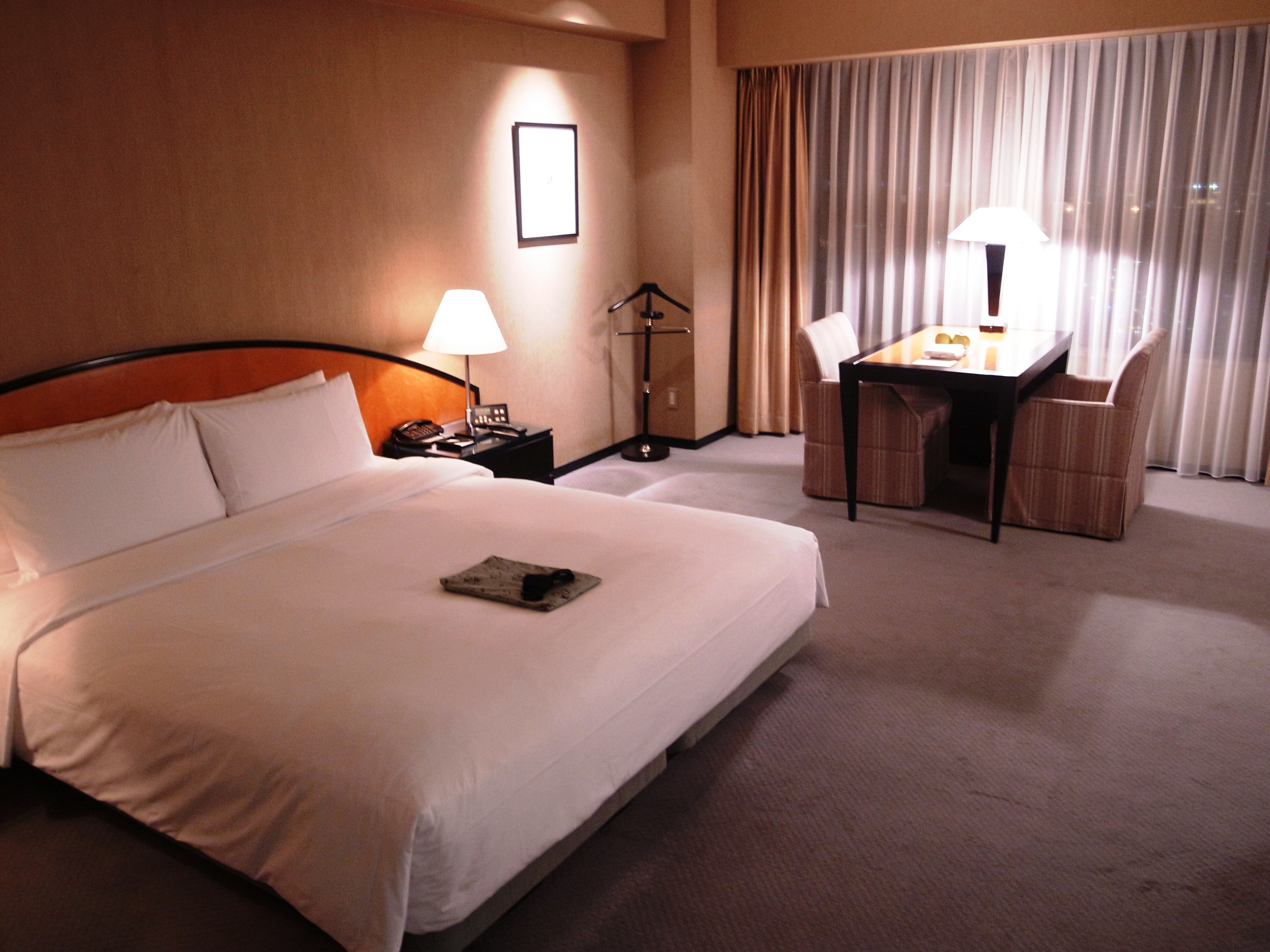
客室

## アクセス
- 鉄道
  - Osaka Metro南港ポートタウン線 中ふ頭駅より徒歩3分。
- バス
  - JR 大阪駅から無料直通シャトルバス「ハイアット・バス」運行。
  - 関西国際空港から南港・USJ方面リムジンバスで当ホテル下車。
  - 南海本線 堺駅、南海高野線 堺東駅から南海バス堺南港線でATC下車、徒歩3分。